# ケヴィン・リュエッグ
ケヴィン・リュエッグ（ドイツ語: Kevin Rüegg、1998年8月5日 - ）は、スイス・ウスター出身のサッカー選手。BSCヤングボーイズ所属。ポジションはDFまたはMF。

## クラブ経歴
2008年にFCチューリッヒの下部組織へ加入し、プロ1シーズン目となった2016-17シーズンには当時チャレンジリーグに所属してたトップチームで9試合に出場した。チューリッヒでは4シーズンの在籍で公式戦107試合に出場し、4得点を記録した。
2020年8月28日、セリエAのエラス・ヴェローナFCに5年契約で移籍した。
2022年2月3日、2021-22シーズン終了までFCルガーノにレンタル移籍することが決定した。
2022年7月16日、1シーズンの間BSCヤングボーイズにレンタルされることが発表された。

## 代表経歴
2013年から2021年までスイスの各世代別代表に招集されていた。

## 人物
スイスのウスターにて、カメルーン人の母とスイス人の父の下に生まれた。